# Heinrich Hammer (Kunsthistoriker)
Heinrich Hammer (* 19. März 1873 in Schruns, Vorarlberg; † 8. Januar 1953 in Innsbruck) war ein österreichischer Kunsthistoriker.

## Leben
Heinrich Hammer, Sohn eines Verwaltungsjuristen, studierte zunächst in Innsbruck Geschichte, Kunstgeschichte und Geographie und verlagerte nach seinem Wechsel nach Wien sein Interesse ganz auf die Kunstgeschichte. Er begann 1895 den Kurs am Institut für Österreichische Geschichtsforschung, schied allerdings im Dezember 1895 schon wieder aus und kehrte nach Innsbruck zurück, wo er 1897 bei Josef Hirn (1848–1917) und Ludwig von Pastor promoviert wurde. Zunächst trat er in den mittleren Schuldienst ein und unterrichtete in Triest und Innsbruck.
1908 wurde er an der Universität Innsbruck habilitiert, gegen den Widerstand des Lehrstuhlinhabers Hans Semper (1845–1920). Im September 1920 wurde er ad Personam zum Extraordinarius für Kunstgeschichte ernannt, neben dem seit 1917 als neuem Ordinarius tätigen Moritz Dreger (1868–1939). 
Nachdem dieser im Jahr 1926 nach Wien wechselte, wurde Hammer am 24. Februar 1927 zum ordentlichen Professor und Vorstand des Kunsthistorischen Instituts ernannt. Im September 1939 trat er in den Ruhestand, Hammer lehrte aber noch einige Jahre weiter, da sein Nachfolger Werner Körte (1905–1945) auf Grund seines Kriegsdienstes nicht lehren konnte.
Sein Forschungsgebiet war vorwiegend die Kunstgeschichte Tirols, über die er zahlreiche Bücher und Zeitschriftenbeiträge veröffentlichte. Seit 1907 arbeitete er am Allgemeinen Lexikon der bildenden Künstler von der Antike bis zur Gegenwart mit, seit 1916 war er mit der Koordination der auf Tirol bezogenen Artikel betraut.
1950 wurde er mit dem Ehrenring der Stadt Innsbruck ausgezeichnet. 
1962 wurde die (nicht mehr existierende) Hammergasse im Innsbrucker Stadtteil Höttinger Au nach ihm benannt.

## Veröffentlichungen (Auswahl)
- Josef Schöpf 1745–1822. Mit allgemeinen Studien über den Stilwandel der Fresko- und Tafelmalerei Tirols im 18. Jahrhundert. In: Zeitschrift des Ferdinandeums für Tirol und Vorarlberg. 3. Folge, 51, 1907, S. 141ff., auch selbständig im Verlag der Wagner’schen Universitätsbuchhandlung, Innsbruck 1908, S. 148ff. (zobodat.at [PDF]).
- Die Entwicklung der barocken Deckenmalerei in Tirol. (= Studien zur deutschen Kunstgeschichte. Heft 159). J. H. Ed. Heitz, Strassburg 1912 (archive.org).
- Die Paläste und Bürgerbauten Innsbrucks. Kunstgeschichtlicher Führer durch die Bauwerke und Denkmäler. Hölzel, Wien 1923 (Digitalisat)
- Die Entwicklung der Kunst in Tirol. Bruckmann, München 1933.
- Albin Egger-Lienz. Ein Buch für das deutsche Volk. Deutscher Alpenverlag, Innsbruck 1938.
- mit Franz Martin, Heinrich Waschgler: Handbuch der Kunstdenkmäler in den Donau- und Alpengauen Band 3: Salzburg, Tirol und Vorarlberg. Deutscher Kunstverlag, Berlin/Schroll, Wien 1943.
- Die ursprüngliche Bauart des Bozner Bürgerhauses. In: Der Schlern 20, 1946, S. 133–137 (Digitalisat der Landesbibliothek Dr. Friedrich Teßmann).
- Kunstgeschichte der Stadt Innsbruck. Tyrolia, Innsbruck 1952.